# エリック・フェリグラ
エリック・フェリグラ（Erick Ferigra, 1999年2月7日 - ）は、エクアドル・グアヤキル出身のサッカー選手。UDラス・パルマス所属。エクアドル代表。ポジションはディフェンダー。

## 経歴
スペインのケルメFCに入ったのち、FCバルセロナのアカデミーに所属する。18歳の時にイタリアに移り、ACFフィオレンティーナを経てトリノFCの下部組織に入った。2018年8月12日のコゼンツァ・カルチョ戦でデビュー。
2019年8月5日には研鑽を積むため、セリエBのアスコリ・カルチョ1898 FCに期限付き移籍した。シーズン終了後にトリノに復帰。
2021年6月7日、UDラス・パルマスに3年契約で移籍した。

### 代表
スペインのパスポートを所持しているため、EU圏内のリーグでは自国選手として扱われる。
2020年10月8日のアルゼンチン代表戦でA代表デビューを果たした。